# Damyean Dotson
Damyean Da'Kethe Dotson (nascido em 6 de maio de 1994) é um americano jogador de basquete profissional que joga no Cleveland Cavaliers da National Basketball Association (NBA).
Ele jogou basquete universitário na Universidade de Oregon e na Universidade de Houston e foi selecionado pelo New York Knicks com a 44ª escolha geral do Draft da NBA de 2017.

## Carreira universitária
Ele jogou duas temporadas na Universidade de Oregon. Após sua segunda temporada, ele e seus colegas de equipe Dominic Artis e Brandon Austin foram expulsos devido a alegações de agressão sexual. Ninguém foi acusado por falta de provas e declarações conflitantes feitas pela vítima. Em seguida, ele se matriculou no Houston Community College, onde não jogou basquete, mas fez cursos de controle da raiva com John Lucas II.
Ele se transferiu para a Universidade de Houston. Em seu último ano, ele obteve médias de 17,4 pontos e 6,9 rebotes por jogo e foi nomeado para a Primeira-Equipe da Conferência Americana de Atletismo.

## Carreira profissional

### New York Knicks (2017–2020)
Em 7 de agosto de 2017, Dotson assinou com os Knicks e durante sua temporada de novato, ele jogou vários jogos no Westchester Knicks da G-League.
Em 29 de novembro, Dotson se tornou o décimo primeiro jogador da história a jogar na G-League e na NBA no mesmo dia.
Em 6 de abril de 2018, ele registrou 30 pontos e 11 rebotes na vitória por 122-98 sobre o Miami Heat.

### Cleveland Cavaliers (2020–Presente)
Em 25 de novembro de 2020, Dotson assinou com o Cleveland Cavaliers.

## Estatísticas

### NBA

#### Temporada regular
| Ano      | Equipe   | PJ  | PT | MPJ  | AP   | 3P   | LL   | RT  | AS  | BR | TO | PPJ  |
| -------- | -------- | --- | -- | ---- | ---- | ---- | ---- | --- | --- | -- | -- | ---- |
| 2017–18  | New York | 44  | 2  | 10.8 | .447 | .324 | .696 | 1.9 | .7  | .3 | .1 | 4.1  |
| 2018–19  | New York | 73  | 40 | 27.5 | .415 | .368 | .745 | 3.6 | 1.8 | .8 | .1 | 10.7 |
| 2019–20  | New York | 48  | 0  | 17.4 | .414 | .362 | .667 | 1.9 | 1.2 | .5 | .1 | 6.7  |
| Carreira | Carreira | 165 | 42 | 18.5 | .425 | .351 | .702 | 2.4 | 1.2 | .5 | .1 | 7.1  |

### Universitário
| Ano      | Equipe   | PJ  | PT  | MPJ  | AP   | 3P   | LL   | RT  | AS  | BR | TO | PPJ  |
| -------- | -------- | --- | --- | ---- | ---- | ---- | ---- | --- | --- | -- | -- | ---- |
| 2012–13  | Oregon   | 37  | 36  | 27.9 | .439 | .329 | .723 | 3.5 | .9  | .9 | .1 | 11.4 |
| 2013–14  | Oregon   | 33  | 33  | 23.8 | .438 | .313 | .803 | 3.2 | 1.2 | .5 | .2 | 9.4  |
| 2015–16  | Houston  | 32  | 32  | 31.0 | .506 | .367 | .833 | 6.8 | 1.3 | .7 | .2 | 13.9 |
| 2016–17  | Houston  | 32  | 32  | 34.3 | .470 | .443 | .830 | 6.9 | 1.1 | .9 | .2 | 17.4 |
| Carreira | Carreira | 134 | 133 | 29.2 | .464 | .363 | .797 | 5.1 | 1.1 | .7 | .1 | 13.0 |

Fonte: